# ピッチ湖

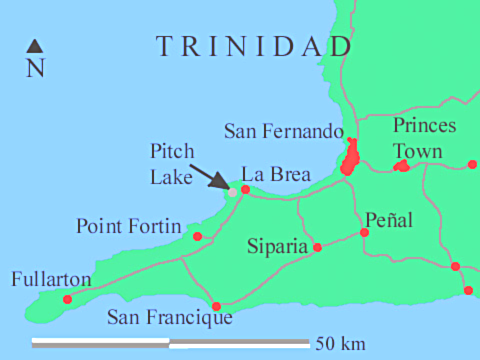
ピッチ湖の位置

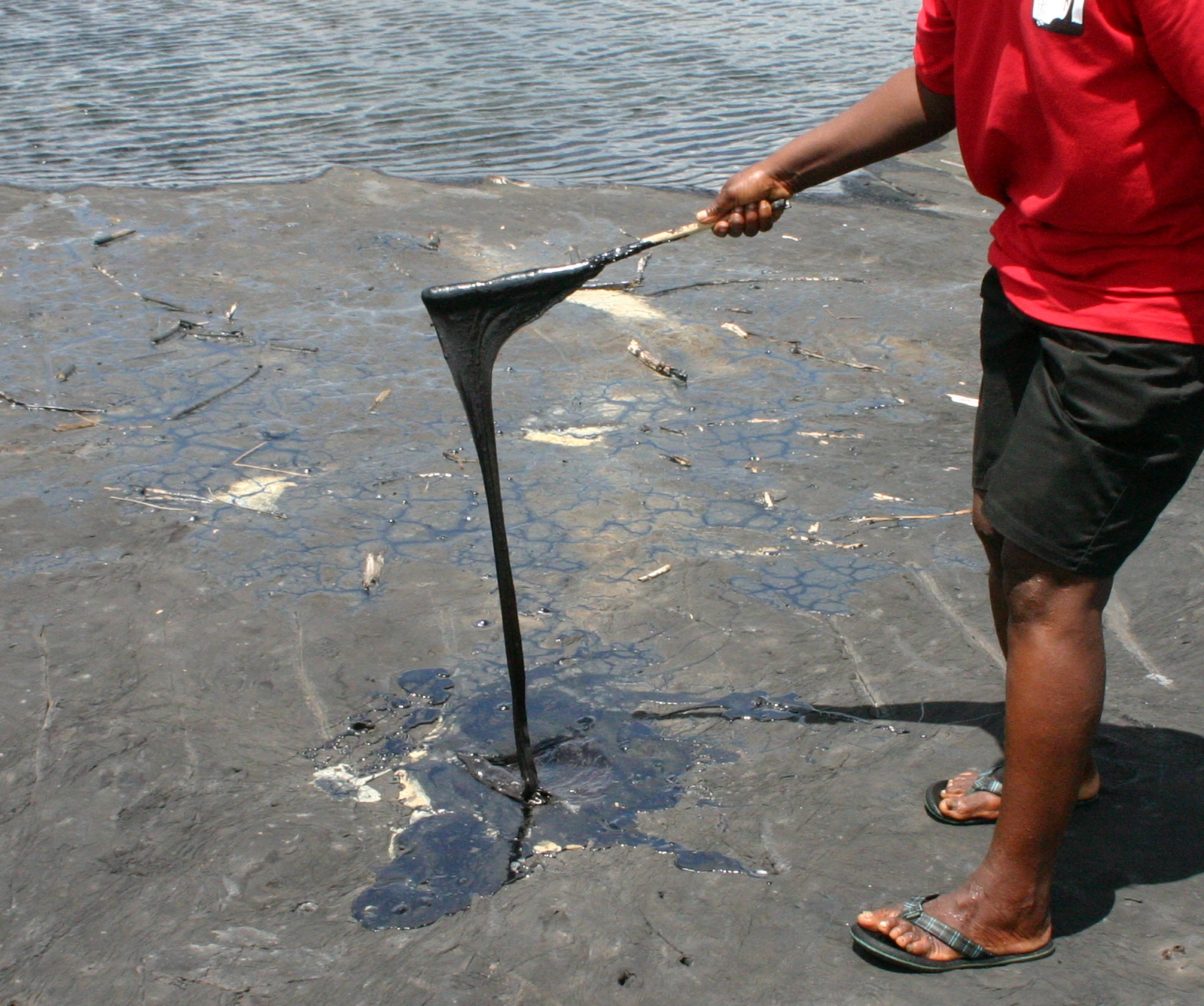
ピッチ湖のアスファルト

ピッチ湖（ピッチこ、Pitch Lake）は、トリニダード・トバゴのトリニダード島ラ・ブレアにある世界最大の天然アスファルト湖である。広さが40ha、深さ75mである。1595年にイギリスのウォルター・ローリー卿が発見した。卿はアスファルトを船のコーキング材として使った。ピッチは天然アスファルトのうち比較的固体に近いものを指し、混同して使われるタールという言葉は比較的流動性が高いものを指す。いずれも石油が変化したもので、石炭乾留で得られるコールタールとは異なる。
湖の成因は地質学的に、深部の断層を通って地表に現れた石油の軽質分が蒸発し、重いアスファルトが残ったと説明される。原住民の伝説では、戦いに勝った部族が先祖の精神が宿るハチドリを食べてしまったことで神が怒り、地面から汚いピッチを噴出させ、村を飲み込ませたと言う。湖から発見されたマンモスなど先史時代の動物遺骸は、巨大なナマケモノの牙と考えられていた。
タールピットとも呼ばれる池は世界各地にあり、米国カリフォルニア州のラ・ブレアとマッキトリック、同サンタバーバラのカーピンテリア、ベネズエラのグアノコ湖、イラクのヒートとアブ・ジルなど。化石の保存に適しており、米国テキサス、ペルー、イラン、ロシア、ポーランドにも知られる。いずれも石油の産出地に近い。